# Kurume
La ciudad de Kurume (久留米市 Kurume-shi?) es una ciudad localizada al sur de la prefectura de Fukuoka, al suroeste de Japón. Tiene un área de 229,84 km² y una población de 306.140 habitantes (2004).
Fue fundada el 1 de abril de 1889. La ciudad absorbió los pueblos de Kitano, Jojima, Mizuma y Tanushimaru el 5 de febrero de 2005.
Es la sede mundial de la fábrica de neumáticos Bridgestone. De su patrimonio destaca el castillo de Kurume, los templos sintoístas Kōra Taisha y el Kurume Suiten-gū. Entre algunos famosos de Kurume se encuentran Shojiro Ishibashi de la compañía Bridgestone Tire Corporation, George Shima (el "Potato King" de California), integrante del grupo pop Checkers, la actriz y cantante Seiko Matsuda, la cantante Izumi Sakai del grupo j-pop Zard (compositora del opening Dan Dan Kokoro Hikareteku y ending Don't you see de Dragon Ball GT y otras canciones para animes), el creador de anime Leiji Matsumoto, la celebridad de televisión Rena Tanaka, el actor Ryo Ishibashi, así como también Hisashige Tanaka (uno de los fundadores de la compañía Toshiba). 
La corporación de Bridgestone tiene sus orígenes en Kurume como fabricantes de calzado tradicionales, que producían el zapato (tabi), utilizados por los agricultores. 
Algunos de los productos tradicionales de Kurume son el kasuri (絣), un tipo de ropa de tela color indigo; un tipo de sopa con puerco llamada (tonkotsu), los fideos ramen; y las bandejas y cuencos hechos de rantai shikki (籃胎漆器), un compuesto a base de bambú lacado.
En el año 2010 Kurume fue sede de la conferencia internacional Camellia.  

## Universidades
- Universidad de Kurume
- Hospital Universitario de Kurume

## Galería

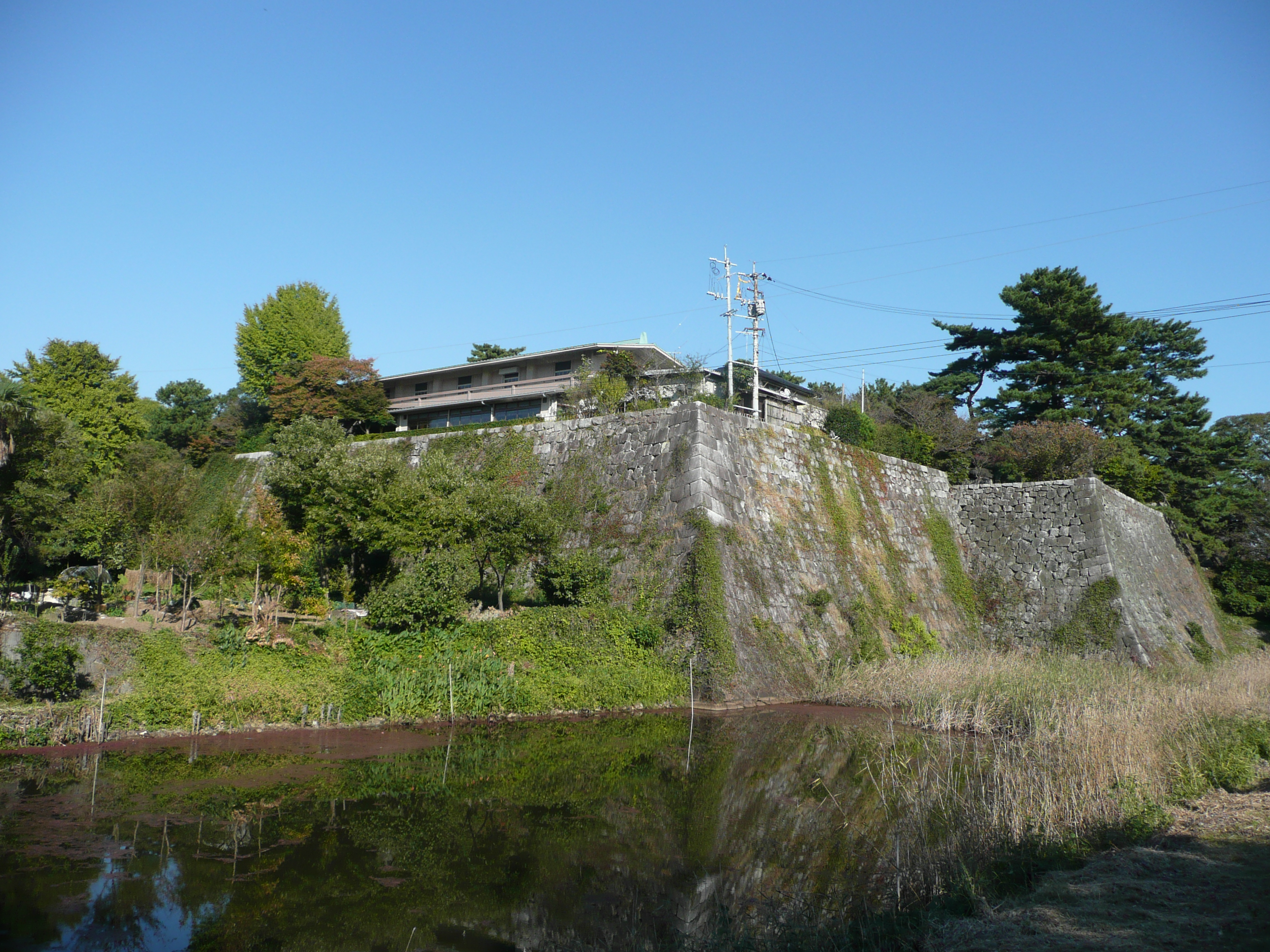
Castillo de Kurume
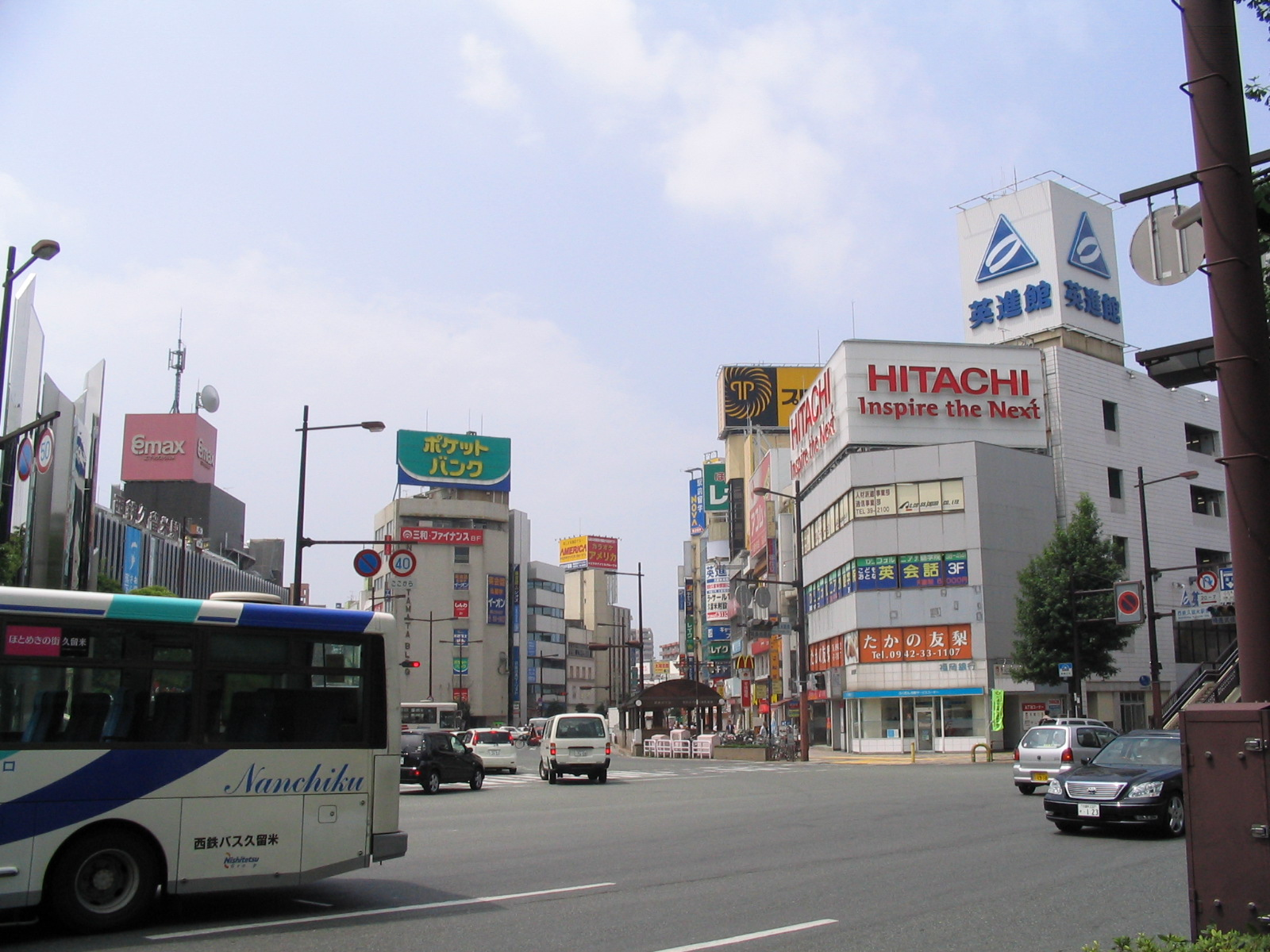
Centro de Kurume
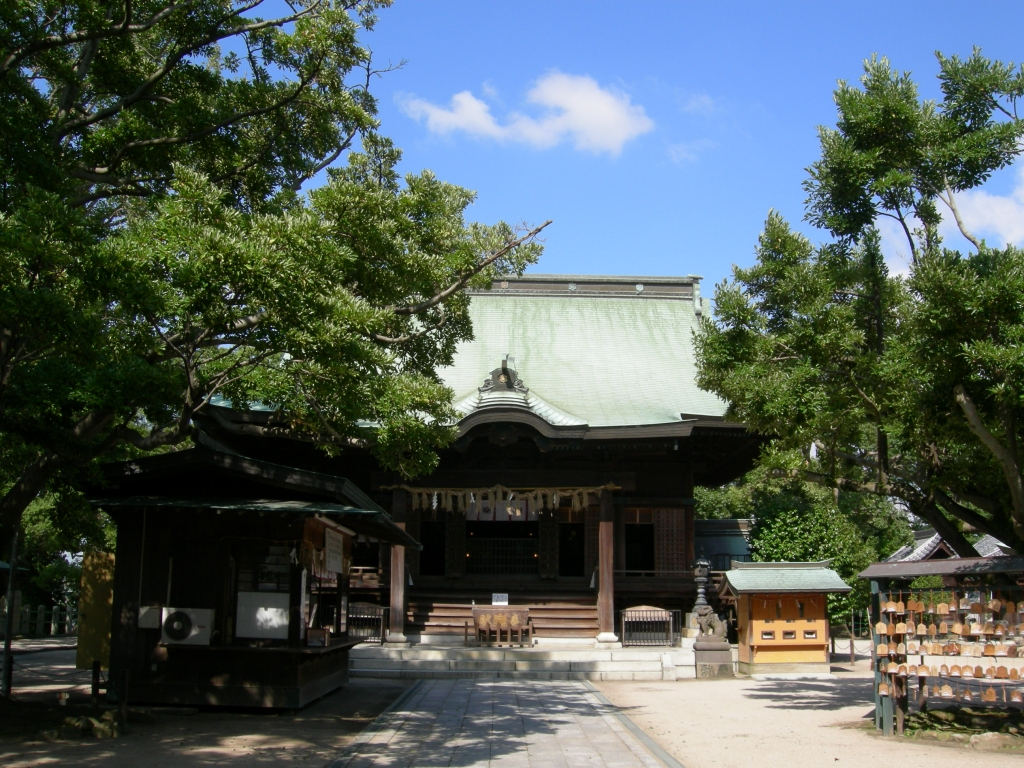
El templo principal Kurume Suiten-gū
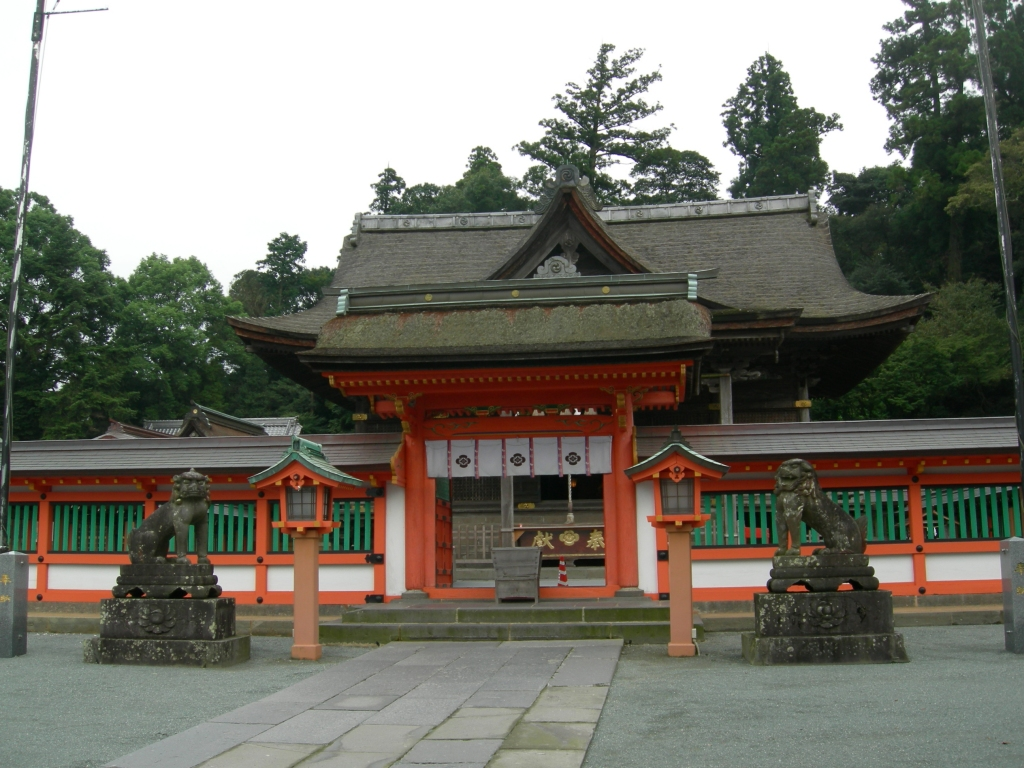
El Kōra Taisha uno de los principales templos sintoístas en Japón
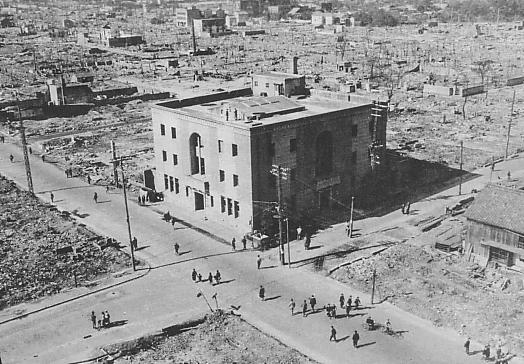
Vista de la ciudad de Kurume en 1945